# Campo di Giove
Campo di Giove es un municipio situado en el territorio de la Provincia de L'Aquila, en Abruzos (Italia).

## Demografía
| Gráfica de evolución demográfica de Campo di Giove entre 1861 y 2001 |
|                                                                      |
| fuente ISTAT - elaboración gráfica a cargo de Wikipedia              |